# Два гроші надії
«Два гроші надії» (італ. Due soldi di speranza, Італія) — романтична комедія італійського неореалізму 1952 року, знята Ренато Кастеллані.

## Сюжет
Історія кохання хлопця-жебрака і дочки шанованого власника майстерні в італійському післявоєнному селі.
Спочатку молодий Антоніо дуже зайнятий пошуками роботи, щоб відповідати на загравання закоханої в нього Кармели, а потім опір її рідних не робить життя простішим.

## Премії та нагороди
- У 1952 році фільм отримав Гран-прі, головну премію Каннського кінофестивалю.
- Три премії Італійського національного синдикату кіножурналістів «Срібна стрічка» (найкращий режисер, сценарій, оператор).

## У ролях
- Марія Фйоре — Кармела
- Вінченцо Мусоліні — Антоніо
- Джина Машетті
- Луїджі Астаріта — Паскуале
- Луїджі Бароне — священик
- Фелічіта Леттіері — синьйора Арту
- Філомена Руссо — мати Антоніо
- Кармела Чірілло — Джулія

## Озвучування
- Надія Румянцева — Кармела

## Цікаві факти
- Фінальні кадри з цього фільму йдуть по телевізору в сцені «вечірка у квартирі професора» («Москва сльозам не вірить» 1-а серія).
- З 15 дійових осіб лише двоє людей мали досвід зйомок у кіно. Решта персонажів — мешканці села Боскотреказе і міста Неаполя.
- Для Марії Фіорі, якій на момент зйомок було 15 років, цей фільм був дебютом.